# Acacia asparagoides
Acacia asparagoides é uma espécie de leguminosa do gênero Acacia, pertencente à família Fabaceae.